# Aluja
Aluja es un lugar poblado del municipio de Los Arabos en la provincia de Matanzas. Con una población de 4846 personas. Se localiza en las coordenadas:  22°35′N 80°35′O / 22.583, -80.583.[GeoNameId:3569054]
Se halla a 69 metros de altitud sobre el nivel del mar, en un territorio llano dedicado a la agricultura. Al Norte se elevan las lomas de Santa María y Cristóbal Gómez, y al NE, la loma de Piedra. Al NO se encuentran las lagunas de Piedra y Asiento Viejo. Al sur de la población se encuentra una represa del río Hanabana.
Las poblaciones más importantes en torno a Aluja son:
- Colón y Agramonte al NO,
- Cascajal y Mordazo al NE,
- Santa Clara al Este,
- Rodas, Congojas y Cartagena al Sur

Aluja está en el territorio de la provincia de Matanzas en que limitan los municipios de Villa Clara, Matanzas y Cienfuegos
El territorio de Aluja se halla fragmentado en campos de cultivo.

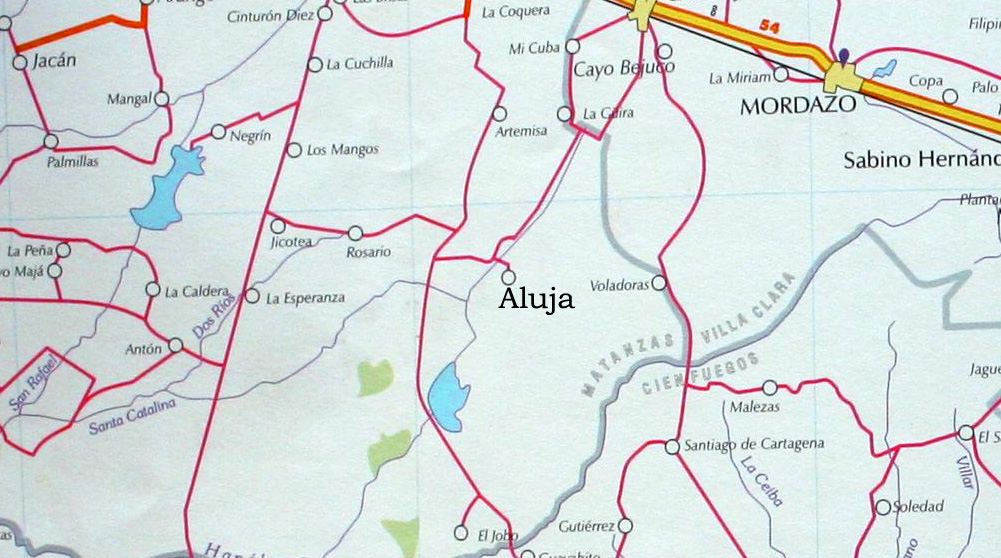
Localización de Aluja.

- Datos: Q8196781